# Adult Swim Games
Adult Swim Games è un'azienda e divisione di Adult Swim, di Cartoon Network, che si occupa della produzione di videogiochi.
Sebbene Adult Swim pubblichi i videogiochi dal 2005, principalmente basati sui loro franchise interni, nel 2011 è diventato ufficialmente un produttore di giochi indie originali. La divisione editoriale è stata elogiata dalla critica per l'originalità e la qualità dei suoi videogiochi.

## Storia
Nel 2005, Adult Swim ha collaborato con Midway Games per sviluppare dei videogiochi basati su Aqua Teen Hunger Force, Space Ghost Coast to Coast, The Brak Show e Sealab 2021.
Il 5 novembre 2007 è stato pubblicato il videogioco Aqua Teen Hunger Force Zombie Ninja Pro-Am, basato su Aqua Teen Hunger Force, per Playstation 2.
L'8 gennaio 2008, il videogioco Harvey Birdman: Attorney at Law è stato pubblicato da Capcom per PlayStation 2, PlayStation Portable e Wii.
In precedenza sono stati resi disponibili gratuitamente vari giochi di terze parti basati su Flash, come Robot Unicorn Attack e la serie Five Minutes to Kill (Yourself), per il sito ufficiale di Adult Swim; tuttavia, nel 2020, sono stati rimossi a causa della sospensione di Flash Player. 
Adult Swim ha anche pubblicato una serie di videogiochi per iPhone, iPad e Android, tra cui Robot Unicorn Attack 1 & 2, Amateur Surgeon, Five Minutes to Kill (Yourself): Wedding Day e Pocket Mortys.
Nel dicembre 2012, Valve ha annunciato dei costumi speciale per lo sparatutto in prima persona Team Fortress 2, basati sui personaggi di Adult Swim. 
Il videogioco Saints Row: The Third presenta una "stazione radio" ospitata da Jon Glaser di Delocated, che mescola una raccolta di canzoni inserite nel corso degli anni nelle serie di Adult Swim. Il videogioco Poker Night 2 presenta Brock Samson di The Venture Bros. come personaggio principale.
Nel 2011, Adult Swim ha assunto Steve Gee per gestire la sua divisione videoludica, nel tentativo di trovare contenuti originali che si adattassero al marchio di Adult Swim, con l'utilizzo di "umorismo bizzarro e assurdo". 
Questo sforzo è stato ispirato dal successo finanziario dei primi giochi per dispositivi mobili come Robot Unicorn Attack e Amateur Surgeon.
L'editore ha iniziato a cercare nuovi giochi indipendenti con cui collaborare e pubblicare, nel tentativo di fornire una piattaforma per i giochi indipendenti.
Il 15 febbraio 2013, Adult Swim ha pubblicato Super House of Dead Ninjas su Steam con la loro etichetta editoriale Adult Swim Games. 
Adult Swim Games ha continuato a pubblicare alcuni videogiochi indipendenti su Steam, tra cui Super Puzzle Platformer Deluxe, Völgarr the Viking, Kingsway, Rain World, Jazzpunk e Duck Game.
Il 22 maggio 2018, Adult Swim ha acquisito il loro primo sviluppatore di videogiochi, Big Pixel Studios, noto per Pocket Mortys.